# Grainau
Grainau este o comună în Districtul Garmisch-Partenkirchen, din Bavaria superioară, (Germania).

## Geografie
Grainau se află la poalele masivului Zugspitze în Munții Wetterstein, fiind împreună cu Garmisch-Partenkirchen, Farchant, Mittenwald, Krün și Wallgau una din cele șapte comune ale fostului comitat Werdenfels. Cele două lacuri de munte Badersee și Eibsee sunt situate pe teritoriul municipiul. Printr-o cădere de munte înainte de 3700 de ani, au luat ființă unele dealuri împădurite. Imediat înaintea locației se ridică în sud masivul Waxenstein. În nord, valea este limitată de Alpii Ammergau cu Kramerspitz.
Comuna Grainau este compusă din satele Dörfern, Obergrainau (sediul administrativ), Untergrainau, [Hammerbach] [Hammersbach (Grainau)] și cătunul Eibsee.